# Les Années de voyage de Wilhelm Meister
Les Années de voyage de Wilhelm Meister est un récit de Goethe publié en 1821.

## Historique
Note de la traductrice Mme la baronne Aloïse Christine de Carlowitz dans son édition de 1843 : 

« Les années de voyage comme Les Années d'apprentissage de Wilhelm Meister sont comme des épreuves, il (Goethe) voulait nous montrer l'homme arrivé à l'état de Maître. »

## Résumé
Dans sa note explicative de 1843, A. de Carlowitz cite l'opinion de Goethe sur sa production des Années de voyage de Wilhelm Meister dans son ouvrage Histoire de sa vie, de ses voyages et de ses œuvres littéraires: « J'arrivai aux eaux de Carlsbad vers le milieu de mai 1807, et toute la saison des eaux a été pour moi si fertile en aventures et en historiettes vraies ou inventées, que je conçus l'idée de les lier entre elles par un fil romantique, en les faisant entrer dans Les Années de voyage de Wilhelm Meister. »